# Isola
Isola – miejscowość i gmina we Francji, w regionie Prowansja-Alpy-Lazurowe Wybrzeże, w departamencie Alpy Nadmorskie.
Według danych na rok 1990 gminę zamieszkiwało 576 osób, a gęstość zaludnienia wynosiła 6 osób/km² (wśród 963 gmin regionu Prowansja-Alpy-W. Lazurowe Isola plasuje się na 463. miejscu pod względem liczby ludności, natomiast pod względem powierzchni na miejscu 38.).